# FC 토볼
FC 토볼(카자흐어: Тобыл Футбол Клубы)은 카자흐스탄의 축구 클럽으로 1962년에 창단되어 현재 카자흐스탄 프리미어리그에서 활동하고 있다. 연고지는 카자흐스탄 북부에 위치한 코스타나이이다. FC 토볼은 카자흐스탄이 독립하여 새롭게 프리미어리그가 창단되던 1992년부터 리그에 참가하고 있지만, 현재까지 우승기록은 없고 준우승(4회)이 최고 기록이다.

## 명칭의 변화
- 1967 : 오토모빌리스트 (Automobilist)로 창단
- 1982 : 에네르게틱 (Energetik)으로 변경
- 1990 : 쿠스타나예츠 (Kustanayets)로 변경
- 1992 : 키믹 (Khimik)으로 변경
- 1995 : 토볼 (Tobol)로 변경

## 역대 우승 기록
- 카자흐스탄 프리미어리그 준우승

우승 (4): 2003, 2005, 2007, 2008
- 카자흐스탄 컵

우승 (1): 2007
- UEFA 인터토토컵

우승 (1): 2007

## 유럽 대회 결과
| 시즌    | 대회            | 라운드     | 클럽                              | 1차전 | 2차전 |
| ------- | --------------- | ---------- | --------------------------------- | ----- | ----- |
| 2003-04 | UEFA 인터토토컵 | 1회전      | 폴로니아 바르샤바                 | 3-0   | 2-1   |
|         |                 | 2회전      | 신트-트뤼덴세                     | 0-1   | 0-3   |
|         |                 | 3회전      | 파칭                              | 2-0   | 1-0   |
| 2006-07 | UEFA컵          | 예선 1회전 | 바젤                              | 1-3   | 0-0   |
| 2007-08 | UEFA 인터토토컵 | 1회전      | 제스타포니                        | 3-0   | 0-2   |
|         |                 | 2회전      | 슬로반 리베레츠                   | 1-1   | 2-0   |
|         |                 | 3회전      | 크레타                            | 1-0   | 1-0   |
| 2007-08 | UEFA컵          | 예선 2회전 | 디스코볼라 그로지스크비엘코폴스키 | 0-1   | 0-2   |
| 2008-09 | UEFA컵          | 예선 1회전 | 아우스트리아 빈                   | 1-0   | 0-2   |

- 굵은 글씨가 홈경기

## 선수 명단

### 현역
참고: FIFA 자격 규정에 따라 소속된 국가대표팀 국기를 표시합니다. 선수는 복수의 FIFA 비회원국 국적을 가지고 있을 수 있습니다.
| 번호 | 포지션 | 국적       | 이름               |
| ---- | ------ | ---------- | ------------------ |
| 10   | MF     | 모로코     | 아메드 엘 메사우디 |
| 11   | MF     | 카자흐스탄 | 이슬람 체스노코프  |
| 21   | MF     |            | 라도슬라프 초네프  |

| 번호 | 포지션 | 국적 | 이름 |
| ---- | ------ | ---- | ---- |